# Wajdi Jabbari
Pour l’article homonyme, voir Jabbari.
Wajdi Jabbari (arabe : وجدي جباري), né le 21 juillet 1991 à Bizerte, est un footballeur tunisien évoluant au poste de second attaquant entre 2007 et 2024.

## Carrière

### Clubs
Formé dès son plus jeune âge au sein du Club athlétique bizertin, il est suivi par de grandes équipes et effectue un test au club allemand de Borussia Dortmund qui n'aboutit toutefois pas à un transfert. Le 1er juillet 2011, il signe un contrat de quatre ans avec le Club africain.

### Sélection nationale
Il est convoqué par le sélectionneur Bertrand Marchand pour un stage de l'équipe nationale, du 3 au 8 août 2010, selon un communiqué officiel de la Fédération tunisienne de football. 

## Palmarès
- Quart de finaliste de la coupe de Tunisie : 2010